# Космос (авиакомпания)
Авиакомпания «Kosmos Airlines», также известная как Авиакомпания «Космос» — российская авиакомпания, базирующаяся в аэропорту Внуково (UUWW).

## История
1948 — Создание по личной инициативе С.П. Королева т.н. летно-испытательной станции в городе Калининграде Московской области.
Первоначально парк воздушных судов состоял из одного Ли-2 и двух По-2, базировавшихся на аэродроме Подлипки.
1950 — В конце 1950-х летно-испытательная станция преобразуется в авиационный отряд и переезжает в аэропорт Внуково.
1960 — С середины 60-х годов авиаотрядом начинает осваиваться территория в западном секторе летного поля.
1990 — В начале 1990-х территория предприятия включает в себя аэровокзальный комплекс c административным корпусом, технические помещения и даже профилакторий. В 1991 году совершается первый коммерческий рейс.
Самолеты перевозят грузы и пассажиров между Москвой, Байконуром и промышленными предприятиями, обслуживая потребности космической отрасли. На территории предприятия производятся все виды оперативного и периодического технического обслуживания собственных и сторонних воздушных судов.
1995 — Авиационный отряд меняет свой юридический статус на ЗАО «Авиакомпания Космос».
Организация принимает участие в государственных программах Российского объединения инкассации и ЦБ РФ, МИД РФ, Минатома, а также в международных гуманитарных программах ООН.
География полетов существенно расширяется. Помимо России и стран СНГ транспортные самолеты летают по всему миру, перевозят грузы военного назначения, гуманитарную помощь, дипломатическую почту.
1998 — Авиакомпания получает лицензию на перевозку опасных грузов, что позволяет обслуживать атомные электростанции.
Пассажирские воздушные суда осуществляют полеты в страны Европейского союза, Ближнего Востока, государства Африки и Азии. В течение нескольких лет выполнялись рейсы по расписанию: чартерные 4 раза в неделю на Кипр и регулярные в Ингушетию.
2018 — 2023 - освоение и эксплуатация воздушных судов типов Ту-204/214, Як-42, Ил-76.
сегодня - В настоящее время флот авиакомпании состоит из воздушных судов Як-42 и Ил-76. Выполняются грузовые и пассажирские чартерные рейсы по Российской Федерации и ближнему зарубежью. Также оказываются услуги по Летно-технической эксплуатации ВС, Техническому обслуживанию ВС, Организационному обеспечению полетов.

## Флот

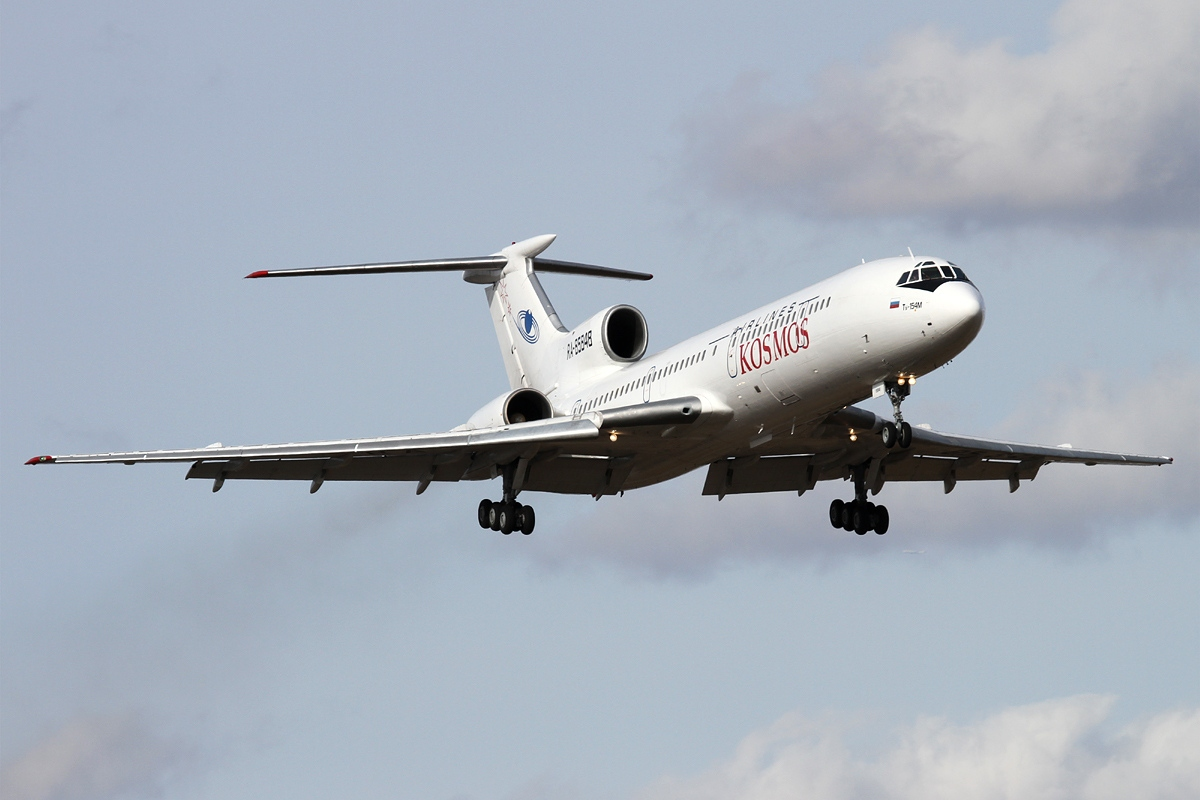
Ту-154

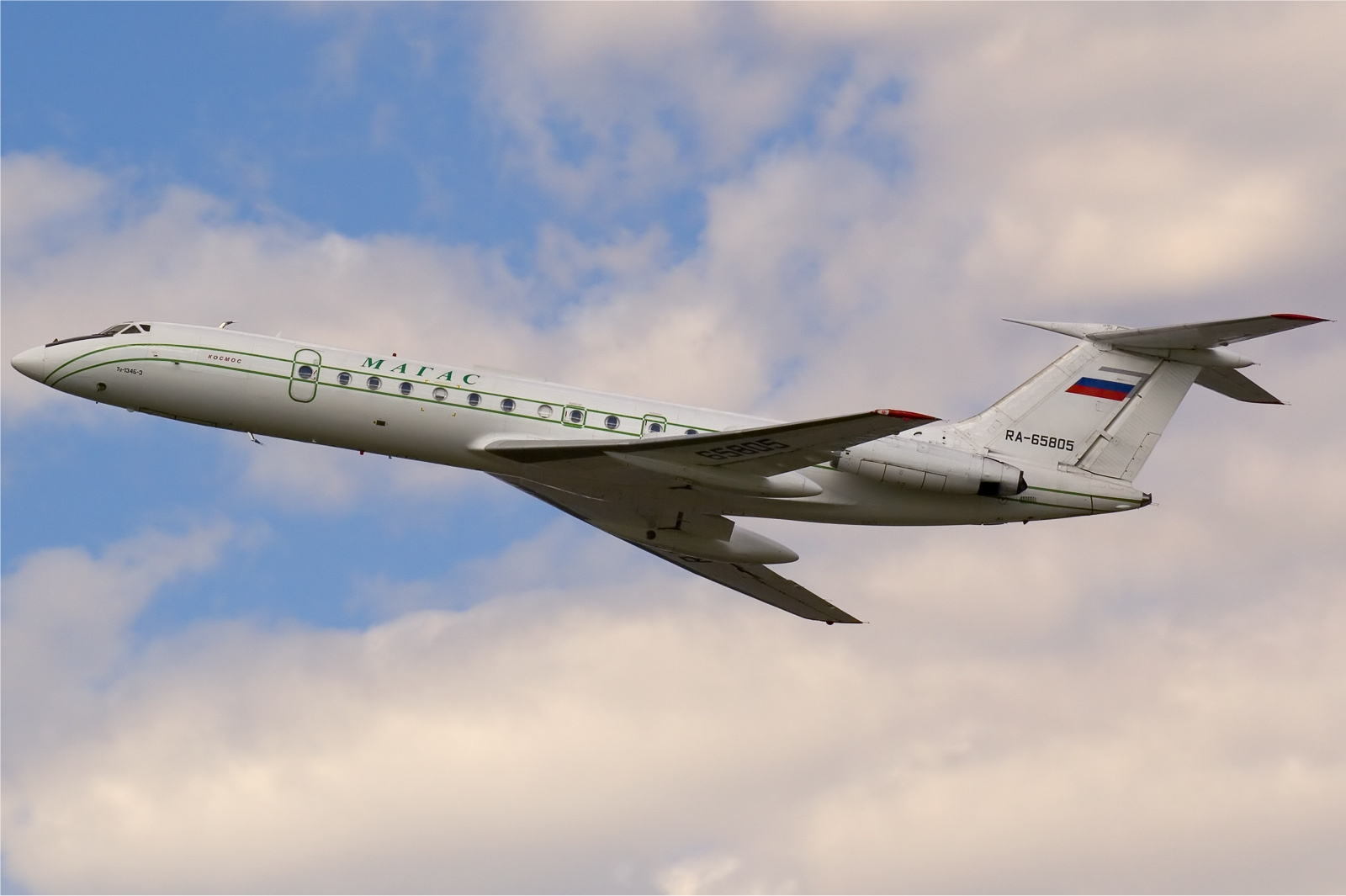
Ту-134

По состоянию на декабрь 2023 года флот авиакомпании «Космос» включает следующие самолеты:

## Терминал «Космос» в аэропорту Внуково
Авиакомпания «Космос» базируется в аэропорту Внуково. Ранее управляла терминалом аэропорта Внуково-3, который называется терминалом «Космос». Терминал «Космос» имеет собственный перрон с пандусами. Обслуживал самолеты авиакомпании Космос, а также других авиакомпаний во Внуково.